# Eiförmige Sumpfbinse
Die Eiförmige Sumpfbinse (Eleocharis ovata), auch Teichried, Ei-Sumpfbinse oder Eiköpfige Sumpfbinse genannt, ist eine Pflanzenart aus der Gattung der Sumpfbinsen (Eleocharis) innerhalb der Familie der Sauergräser (Cyperaceae).

## Beschreibung

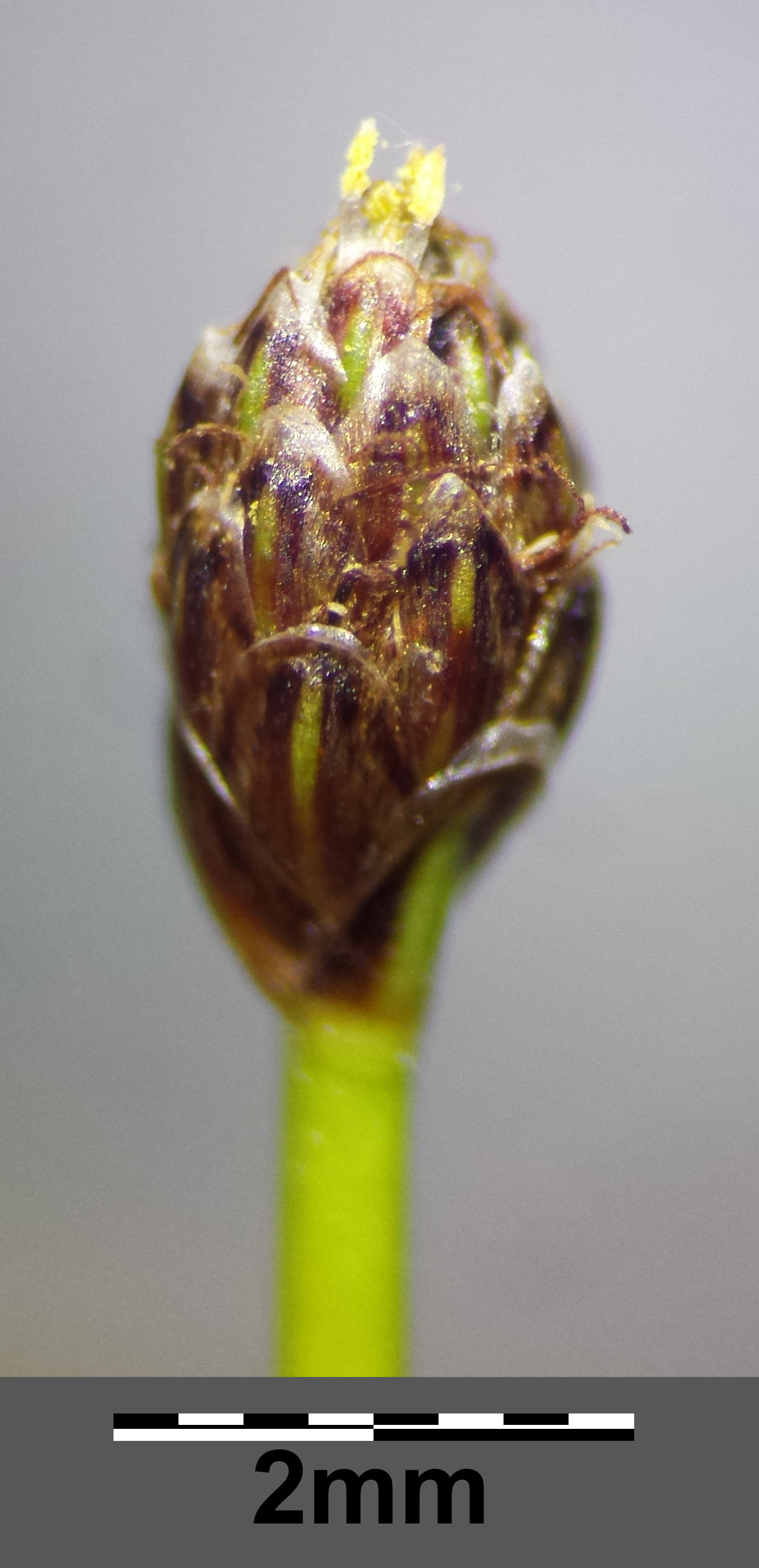
Blütenstand

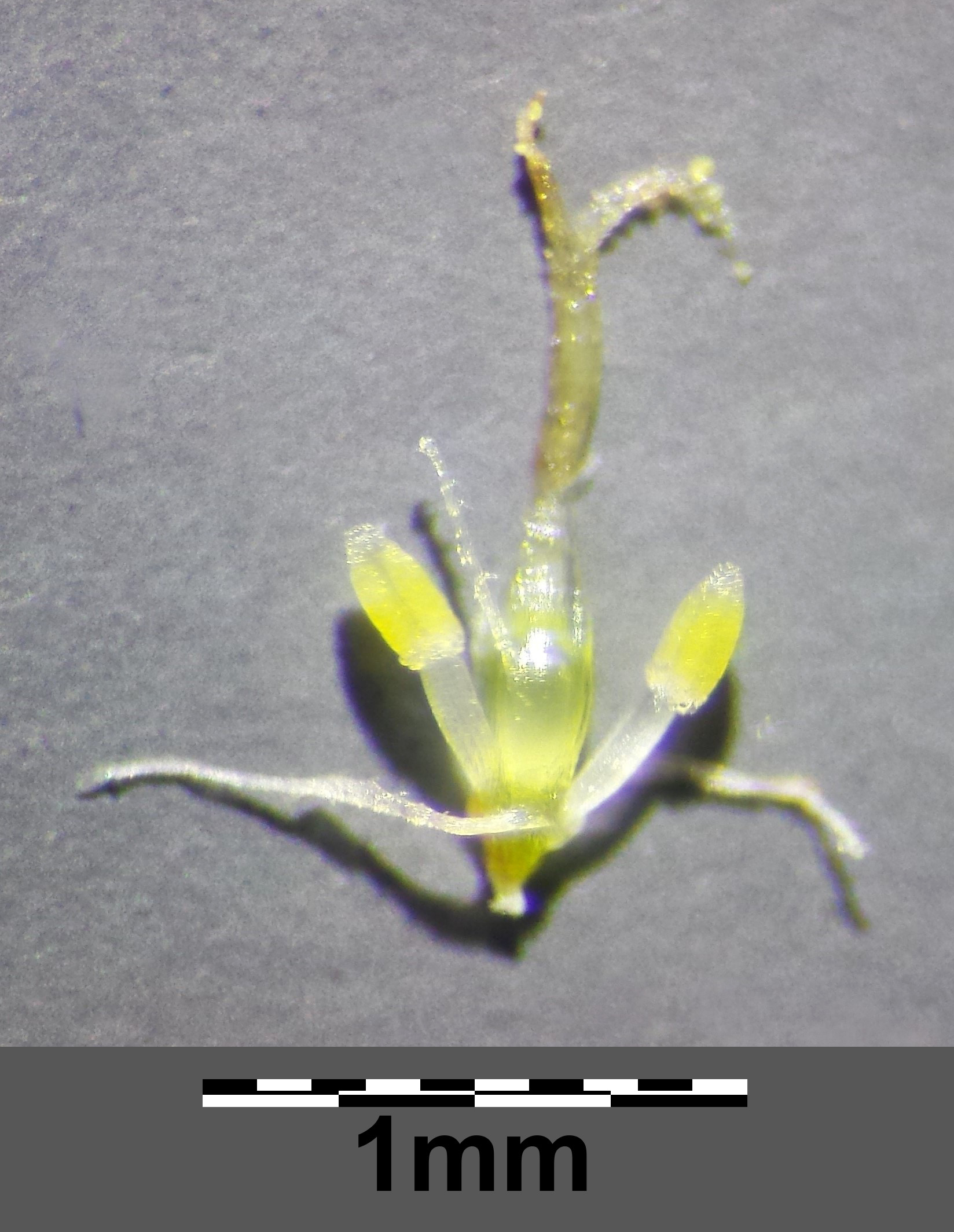
Blüte

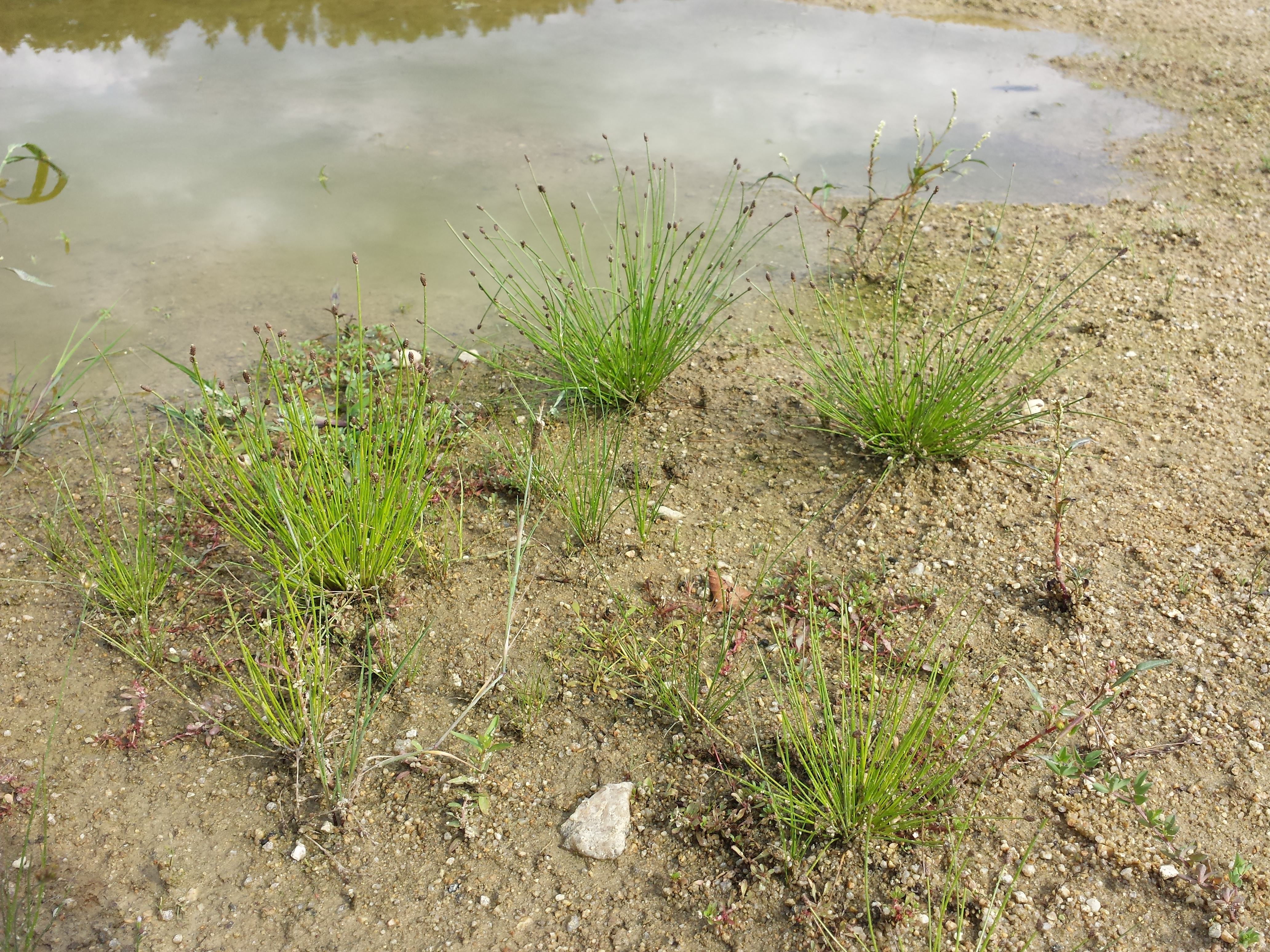
Habitus im Habitat

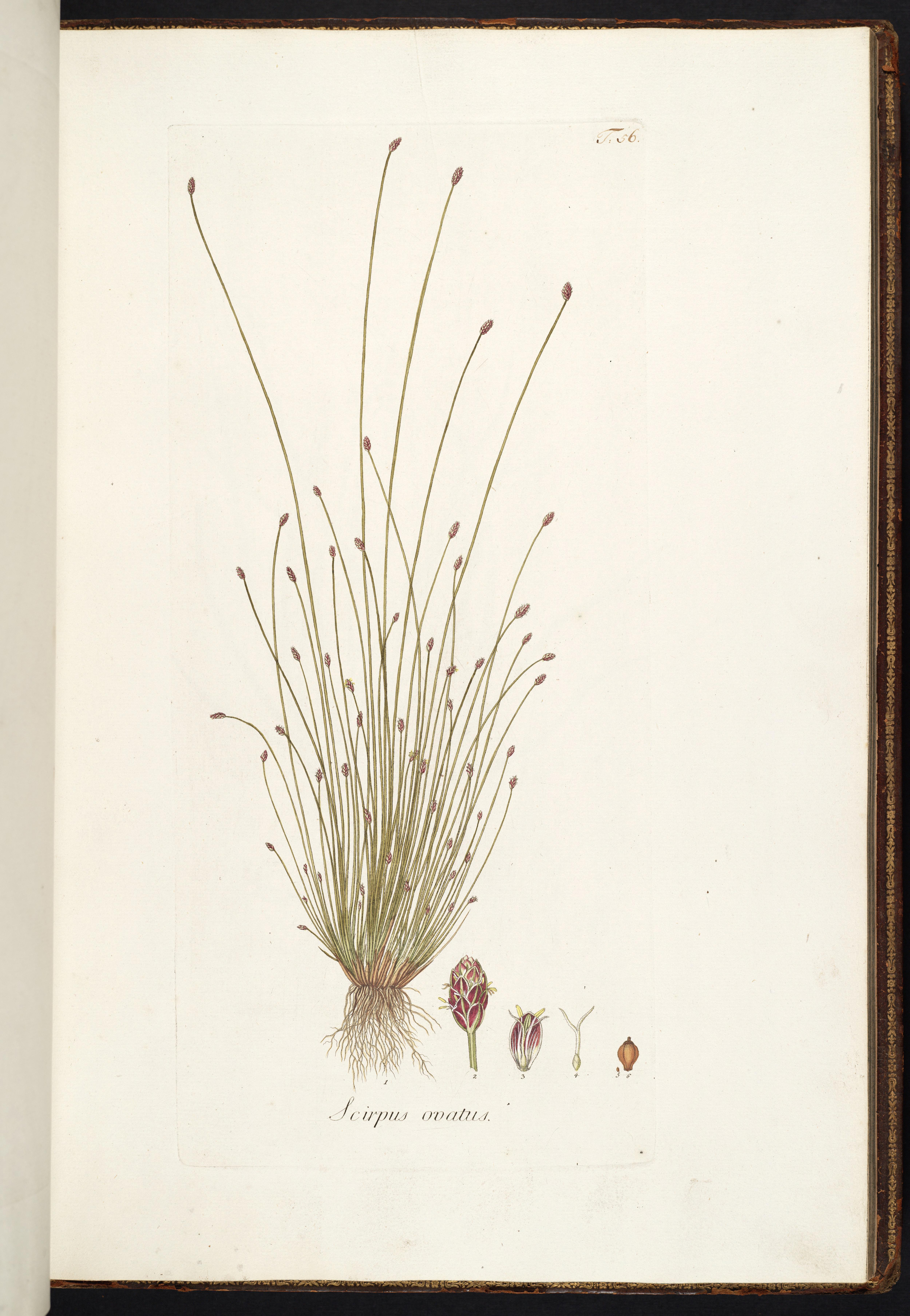
Illustration aus Nikolaus Thomas Host: Icones et descriptiones Graminum austriacorum

### Vegetative Merkmale
Die Eiförmige Sumpfbinse ist eine einjährige krautige Pflanze, die Wuchshöhen von 3 bis 40 Zentimetern erreicht. Die Pflanzenexemplare sind am Grund dicht büschelig verzweigt und entwickelt meist zahlreiche Blütenstängel. Ihre aufsteigenden oder aufrechten Stängel sind weich, glatt und bei einem Durchmesser von bis 1 Millimetern stielrund oder etwas abgeflacht.
Die Blattscheiden sind purpurfarben, seltener gelb-braun; die oberste ist grün, schräg abgeschnitten und meist mit Rudimenten von Blattspreiten.

### Generative Merkmale
Die Blütezeit reicht Juni bis August. Die Ährchen am oberen Ende des Stängels sind bei einer Länge von 2 bis 8 Millimetern sowie einer Breite von 1 bis 3 Millimetern eiförmig bis fast kugelig mit stumpfem oberen Ende und enthalten bis zu 30 Blüten. Die Spelzen sind bei einer Länge von 1,5 bis 2 Millimetern sowie einer Breite von etwa 1 Millimeter breit-eiförmig bis elliptisch mit gerundetem stumpfem oberen Ende; sie sind braun, weiß hautrandig und tragen einen grünen Mittelstreifen. Jede Blüte besitzt bis sieben hypogyne Borsten, die rückwärts rau sind und bedeutend länger als die Frucht. Die Zahl der Staubblätter ist zwei oder drei; die der Narben zwei, sehr selten drei. Die Griffelbasis ist im Querschnitt dreieckig, so lang wie breit und dunkelbraun.
Die glänzend gelb- bis dunkel-braune Frucht ist bei einer Länge von etwa 1 Millimeter sowie einem Durchmesser von etwa 0,7 Millimetern im Umriss verkehrt-eiförmig bis verkehrt-birnförmig, bikonvex und  scharf zweikantig.
Die Chromosomenzahl beträgt 2n = 10.

## Ökologie
Die Eiförmige Sumpfbinse blüht und fruchtet sehr rasch, sodass sie durch ein Steigen des Wasserspiegels kaum geschädigt wird. Die Art kann jahrelang an geeigneten Standorten ausbleiben. Neu geschaffene Standorte werden von ihr nur sehr langsam besiedelt.

## Vorkommen
Die Eiförmige Sumpfbinse ist auf der Nordhalbkugel in den gemäßigten Gebieten Eurasiens und Nordamerikas weitverbreitet. In Europa gibt es Fundortangaben für Italien, Malta, Frankreich, Deutschland, die Schweiz, Österreich, Belgien, die Niederlande, Polen, Tschechien, die Slowakei, Slowenien, Kroatien, Serbien, Albanien, Ungarn, das Baltikum, Kaliningrad, Rumänien, die Ukraine, die Krim und Georgien.
Die Eiförmige Sumpfbinse gedeiht in Mitteleuropa an Ufern, an Teichrändern, an Tümpeln auf periodisch überschwemmten, sommerlich trocken fallenden, nassen, nährstoffreichen, oft kalkarmen, humosen Schlammböden. Sie ist eine Charakterart des Unterverbands Elatino-Eleocharitenion ovatae und kommt oft zusammen mit der Zypergras-Segge (Carex bohemica) oder dem Schlammling (Limosella aquatica) vor. Sie steigt in Baden-Württemberg am Weiher bei Pfohren bis in eine Höhenlage von 680 Metern auf.
Die ökologischen Zeigerwerte nach Landolt et al. 2010 sind in der Schweiz: Feuchtezahl F = 4+w+ (nass aber stark wechselnd), Lichtzahl L = 4 (hell), Reaktionszahl R = 4 (neutral bis basisch), Temperaturzahl T = 4+ (warm-kollin), Nährstoffzahl N = 4 (nährstoffreich), Kontinentalitätszahl K = 4 (subkontinental).

### Bedrohung
Die Eiförmige Sumpfbinse wird in der Bundesrepublik Deutschland als bedroht eingestuft.

## Taxonomie
Die Erstveröffentlichung erfolgte 1793 unter dem Namen (Basionym) Scirpus ovatus durch Albrecht Wilhelm Roth in Tentamen Florae Germanicae, Band 2, 2, S. 562. Robert Brown hatte diese Art schon 1810 in Prodromus Florae Novae Hollandiae et Insulae van-Diemen S. 224 zur Gattung Eleocharis gerechnet, hatte aber keine gültige Neukombination ausgeführt. Die gültige Neukombination zu Eleocharis ovata (Roth) Roem. & Schult. wurde 1817 durch Johann Jacob Roemer und Joseph August Schultes in Caroli a Linné ... Systema vegetabilium …, 15. Auflage, Band 2, S. 152 veröffentlicht. Ein weiteres Synonym für Eleocharis ovata (Roth) Roem. & Schult. ist Eleocharis soloniensis (Dubois) H.Hara.

## Weiterführende Literatur
- Lun-Kai Dai, Mark T. Strong: Eleocharis. Wu Zheng-yi, Peter H. Raven, Deyuan Hong (Hrsg.): Flora of China. Volume 23: Acoraceae through Cyperaceae, Science Press und Missouri Botanical Garden Press, Beijing und St. Louis, 20. August 2010, ISBN 978-1-930723-99-3. Eleocharis ovata (Roth) Roemer & Schultes. S. 188 – textgleich online wie gedrucktes Werk.
- S. Galen Smith, Jeremy J. Bruhl, M. Socorro González-Elizondo, Francis J. Menapace: Eleocharis. In: Flora of North America Editorial Committee (Hrsg.): Flora of North America North of Mexico. Volume 23: Magnoliophyta: Commelinidae (in part): Cyperaceae, Oxford University Press, New York und Oxford, 2002, ISBN 0-19-515207-7. Eleocharis ovata (Roth) Roemer & Schultes., S. 60 – textgleich online wie gedrucktes Werk.